# شهرستان هنکاک (مین)
شهرستان هنکاک واقع در ایالت مین است. جمعیت این شهرستان بر اساس سرشماری سال ۲۰۱۰ آمریکا ۵۴۴۱۸ نفر گزارش شده‌است. مرکز شهرستان هنکاک شهر الزورث است.این شهرستان در تاریخ ۲۵ ژوئن ۱۷۸۹ پایه‌گذاری شده و به افتخار جان هنکاک اولین فرماندار ایالت ماساچوست، هنکاک نام گرفته‌است.